# Haxhi Rama
Haxhi Rama (ur. 29 maja 1943 w Durrës) – albański pisarz i aktor teatralny.

## Życiorys
Ukończył szkołę średnią w Durrës, następnie studiował w Wyższym Instytucie Sztuk w Tiranie.
Działalność artystyczną rozpoczął w 1958 roku, publikując dwie fraszki w jednym z albańskich czasopism. W roku 1965 rozpoczął pracę aktora w Teatrze Aleksandra Moisiu w Durrës.
Autor licznych wierszy, tekstów piosenek, komedii i skeczy, które były wielokrotnie wystawiane w przedstawieniach teatralnych w Albanii.